# Patricia Louise Dudley
Pour les articles homonymes, voir Dudley.
Patricia Louise Dudley est une zoologiste américaine, née le 22 mai 1929 à Denver et morte le 30 septembre 2004.

## Biographie
Elle est diplômée à l’université du Colorado où elle étudie auprès du spécialiste de la limnologie de Robert William Pennak (1912-2004). Elle obtient son Master of Sciences avec une thèse sur la faune de rivières de montagne.
Dudley travaille à l’université de Washington où Paul Louis Illg (1914-1998) l’initie à l’étude des crustacés copépodes et notamment au tuniciers dont les différents stades sont étudiés depuis très longtemps. Elle soutient sa thèse, en 1957 : The Development of Notodelphyid Copepods and the Application of Larval Characteristics to the Systematics of some Species from the Northeastern Pacific. Elle travaille à la station biologique de Friday Harbor.
Elle rejoint, en 1959, l’université Columbia où elle enseigne la zoologie au Barnard College, poste qu’elle occupe jusqu’à son départ à la retraite en 1994.